# Keith Andes
Keith Andes, né John Charles Andes le 12 juillet 1920 à Ocean City et mort le 11 novembre 2005 est un acteur américain.

## Biographie
Il commence sa carrière en 1944 avec un rôle mineur dans Winged Victory. Il se contente ensuite de seconds rôles dans des films comme Tora ! Tora ! Tora !, Le démon s'éveille la nuit ou Barbe-Noire, le pirate notamment.
Il participe à des séries télévisées comme Star Trek (1 épisode) ou Cannon (4 épisodes).
Il se suicide le 11 novembre 2005 dans sa maison de Newhall (Santa Clarita) par suffocation.

## Filmographie partielle
- 1947 : Ma femme est un grand homme (The Farmer's Daughter) d'H. C. Potter
- 1952 : Le démon s'éveille la nuit (Clash by Night) de Fritz Lang
- 1952 : Barbe-Noire, le pirate (Blackbeard the pirate) de Raoul Walsh
- 1953 : Même les assassins tremblent (Split Second) de Dick Powell
- 1955 : Grève d'amour (The Second Greatest Sex)  de George Marshall
- 1956 : Les Échappés du néant (Back from Eternity), de John Farrow
- 1957 : Les Amants de Salzbourg (Interlude) de Douglas Sirk
- 1957 : Une fille qui promet (The Girl Most Likely) de Mitchell Leisen
- 1958 : Raid contre la pègre (it) (Damn Citizen) de Robert Gordon
- 1967 : Star Trek (série TV) : épisode La Pomme : Akuta
- 1970 : Tora! Tora! Tora! (Tora! Tora! Tora!) de Richard Fleischer
- 1979 : Justice pour tous (…And Justice for All) de Norman Jewison